# Бжезньо
Бжежньо (пол. Brzeźnio) — село в Польщі, у гміні Бжезньо Серадзького повіту Лодзинського воєводства.
Населення — 742 особи (2011).
У 1975-1998 роках село належало до Серадзького воєводства.

## Демографія
Демографічна структура станом на 31 березня 2011 року:
|          | Загалом | Допрацездатний вік | Працездатний вік | Постпрацездатний вік |
| -------- | ------- | ------------------ | ---------------- | -------------------- |
| Чоловіки | 384     | 92                 | 249              | 43                   |
| Жінки    | 358     | 74                 | 208              | 76                   |
| Разом    | 742     | 166                | 457              | 119                  |